# Homeland (1.ª temporada)
A primeira temporada da série de televisão norte-americana Homeland estreou em 2 de outubro de 2011 no Showtime e terminou em 18 de dezembro de 2011, composta por 12 episódios. Baseada na série de televisão israelense Hatufim criada por Gideon Raff, foi desenvolvida para a televisão norte-americana por Alex Gansa e Howard Gordon. A primeira temporada acompanha Carrie Mathison, uma oficial de operações da CIA que acredita que o Sargento Nicholas Brody, um fuzileiro naval dos EUA mantido em cativeiro pela Al-Qaeda como prisioneiro de guerra, converteu-se para o lado inimigo e agora representa um risco significativo à segurança nacional.
O Metacritic classificou Homeland na segunda posição de melhor programa de TV de 2011, dentre a lista dos dez programas mais mencionados nas avaliações feitas pelos principais críticos de TV. A temporada recebeu "aclamação universal", obtendo um score de 92 pontos em 100 com base em 28 críticos. No agregador Rotten Tomatoes, a temporada detém taxa de aprovação de 100% com base em 31 críticas. Em 2012, Claire Danes e Damian Lewis venceram o Emmy nas categorias de melhor atriz e melhor ator em drama, ao passo que outras duas categorias dramáticas também foram premiadas: melhor série e melhor roteiro. No mesmo ano, conquistou o Globo de Ouro nas categorias de melhor série e melhor atriz.

## Elenco

### Principal
- Claire Danes como Carrie Mathison, uma oficial de operações da CIA transferida para o Centro Contraterrorista.
- Damian Lewis como Nicholas Brody, um sargento dos Fuzileiros Navais resgatado pela Delta Force depois de passar oito anos como prisioneiro da Al-Qaeda.
- Morena Baccarin como Jessica Brody, a esposa de Nicholas Brody.
- David Harewood como David Estes, o diretor do Centro Contraterrorista da CIA e chefe de Carrie.
- Diego Klattenhoff como Mike Faber, um capitão dos Fuzileiros Navais. Ele era o melhor amigo de Brody que, depois de achar que ele estava morto, começou a namorar Jessica.
- Jackson Pace como Chris Brody, o filho de Jessica e Nicholas Brody.
- Morgan Saylor como Dana Brody, a filha de Jessica e Nicholas Brody.
- Mandy Patinkin como Saul Berenson, o chefe da Divisão do Oriente Médio da CIA e antigo chefe e mentor de Carrie.

### Recorrente
- Jamey Sheridan como William Walden, Vice-presidente dos Estados Unidos e anteriormente diretor da CIA
- Navid Negahban como Abu Nazir, um membro do alto escalão da Al-Qaeda.
- David Marciano como Virgil Piotrowski, contato de Carrie que a ajuda na vigilância de Brody.
- Maury Sterling como Max Piotrowski, irmão de Virgil que também ajuda a vigiar Brody.
- Amy Hargreaves como Maggie Mathison, irmã mais velha de Carrie e uma psiquiatra
- Omid Abtahi como Raqim Faisel, marido de Aileen que integra uma célula adormecida.
- Marin Ireland como Aileen Morgan, terrorista antiamericana que integra uma célula adormecida.
- Hrach Titizian como Danny Galvez, um agente da CIA de origem Libanesa e Guatemalteca.
- Sarita Choudhury como Mira Berenson, esposa de Saul que vive em outro país.
- Chris Chalk como Tom Walker, fuzileiro naval capturado junto com Brody.
- Afton Williamson como Helen Walker, esposa de Tom Walker.
- Ramsey Faragallah como Mansour Al-Zahrani, diplomata saudita.

## Episódios
| N.º na série | N.º na temp. | Título                 | Dirigido por       | Escrito por                                                                 | Exibição original      | Cód. de produção | Audiência nos EUA (milhões) |
| --- | ------------ | ---------------------- | ------------------ | --------------------------------------------------------------------------- | ---------------------- | ---------------- | --------------------------- |
| 1 | 1            | "Pilot"                | Michael Cuesta     | Howard Gordon, Alex Gansa & Rideon Raff                                     | 2 de outubro de 2011   | 1WAH79           | 1.08                        |
| Quando o Sargento Nicholas Brody é resgatado depois de ficar preso durante oito anos no Afeganistão, a oficial de operações da CIA Carrie Mathison acredita que ele passou para o lado da Al-Qaeda depois de receber uma informação de um contato.                                                                                      |              |                        |                    |                                                                             |                        |                  |                             |
| 2 | 2            | "Grace"                | Michael Cuesta     | História: Alex Gansa Roteiro: Alexander Cary                                | 9 de outubro de 2011   | 1WAH01           | 0.94                        |
| Carrie continua a vigiar Brody, porém não consegue seguir seus movimentos em sua garagem, um ponto cego, onde ele começa a realizar uma oração islâmica. Enquanto isso, ela recebe confirmação visual vinda de um agente infiltrado de que Abu Nazir, um membro da Al-Qaeda, está se encontrando com o Príncipe Real da Arábia Saudita. |              |                        |                    |                                                                             |                        |                  |                             |
| 3 | 3            | "Clear Skin"           | Dan Attias         | Chip Johannessen                                                            | 16 de outubro de 2011  | 1WAH02           | 1.08                        |
| A família Brody se prepara para uma entrevista na televisão. Enquanto isso, a equipe de Carrie se aproxima de uma trama da Al-Qaeda. |              |                        |                    |                                                                             |                        |                  |                             |
| 4 | 4            | "Semper I"             | Jeffrey Nachmanoff | Howard Gordon & Alex Gansa                                                  | 23 de outubro de 2011  | 1WAH03           | 1.10                        |
| Os poderes políticos fazem planos para transformar Brody em um herói nacional, porém seu comportamento cada vez mais errático ameaça sua imagem na mídia; Carrie começa a ficar desesperada para encontrar evidências ligando Brody a Abu Nazir enquanto Saul a faz direcionar seu foco no dinheiro do árabe.                           |              |                        |                    |                                                                             |                        |                  |                             |
| 5 | 5            | "Blind Spot"           | Clark Johnson      | Alexander Cary                                                              | 30 de outubro de 2011  | 1WAH04           | 1.28                        |
| Brody confronta o único sobrevivente dos insurgentes que o mantiveram prisioneiro, levando Carrie a acreditar que ela conseguiu sua prova finalmente, porém seu encontro com seu captor surpreende todos. Nesse tempo, a CIA se aproxima do paradeiro do casal que comprou uma casa perto do aeroporto com o dinheiro do colar roubado. |              |                        |                    |                                                                             |                        |                  |                             |
| 6 | 6            | "The Good Soldier"     | Brad Turner        | Henry Bromell                                                               | 6 de novembro de 2011  | 1WAH05           | 1.33                        |
| Se recuperando depois de perder pessoas importantes na trama de Nazir contra os Estados Unidos, a CIA faz o teste do polígrafo com todos que tiveram contato com eles, incluindo Brody, que Carrie vê como uma oportunidade de finalmente descobrir a verdade.                                                                          |              |                        |                    |                                                                             |                        |                  |                             |
| 7 | 7            | "The Weekend"          | Michael Cuesta     | Meredith Stiehm                                                             | 13 de novembro de 2011 | 1WAH06           | 1.42                        |
| A relação entre Carrie e Brody se torna mais complicada quando eles vão juntos para o campo durante um fim de semana. Enquanto isso, Mike e Jessica enfrentam a descoberta da verdade sobre seu relacionamento, e Saul pega Aileen fugindo para o México.                                                                               |              |                        |                    |                                                                             |                        |                  |                             |
| 8 | 8            | "Achilles Heel"        | Tucker Gates       | Chip Johannessen                                                            | 20 de novembro de 2011 | 1WAH07           | 1.20                        |
| Enquanto Carrie e Saul digerem a notícia de que Walker estava vivo, a inteligência pensa no melhor modo para capturá-lo; Brody descobre uma verdade chocante sobre seu tempo de cativo. |              |                        |                    |                                                                             |                        |                  |                             |
| 9 | 9            | "Crossfire"            | Jeffrey Nachmanoff | Alexander Cary                                                              | 27 de novembro de 2011 | 1WAH08           | 1.35                        |
| Depois de tentar cortar relações com Abu Nazir, Brody revive seu cativeiro e renova o comprometimento com sua missão; Carrie se encontra no meio de um pesadelo de relações públicas após as mortes na mesquita. |              |                        |                    |                                                                             |                        |                  |                             |
| 10 | 10           | "Representative Brody" | Guy Ferland        | Henry Bromell                                                               | 4 de dezembro de 2011  | 1WAH09           | 1.22                        |
| Carrie e Saul identificam o contato de Walker em Washington, porém seu alvo tem imunidade diplomática; Brody recebe a oferta para se candidatar a um cargo na Câmara dos Representantes dos Estados Unidos. |              |                        |                    |                                                                             |                        |                  |                             |
| 11 | 11           | "The Vest"             | Clark Johnson      | Meredith Stiehm & Chip Johannessen                                          | 11 de dezembro de 2011 | 1WAH10           | 1.32                        |
| Logo após a explosão, Saul encontra Carrie hospitalizada e maníaca, porém percebe que suas teorias malucas tem sentido; antes de sua campanha para o congresso comece, Brody leva sua família para uma viagem a Gettysburg, onde ele pega um importante item.                                                                           |              |                        |                    |                                                                             |                        |                  |                             |
| 12 | 12           | "Marine One"           | Michael Cuesta     | História: Alex Gansa & Chip Johannessen Roteiro: Alex Gansa & Howard Gordon | 18 de dezembro de 2011 | 1WAH11           | 1.71                        |
| Enquanto Carrie está quase catatônica e presa em uma cama, Saul investiga as implicações perturbadoras de sua linha do tempo; Walker consegue um bom local para sua missão; e Brody faz suas preparações finais para a cúpula política do Vice-presidente no Departamento de Estado.                                                    |              |                        |                    |                                                                             |                        |                  |                             |

## Recepção
Hank Steuver, do The Washington Post, deu ao episódio piloto uma nota "A–", dizendo "O que faz Homeland se sobressair a outros dramas pós 11 de setembro é a estelar interpretação de Danes—facilmente a personagem feminina mais forte dessa temporada" e que "A segunda metade do primeiro episódio é emocionante". Escrevendo para o The Boston Globe, Matthew Gilbert disse que Homeland era sua nova série dramática favorita, dando-lhe uma nota "A". A IGN deu a série uma resenha positiva, dizendo que ela era um "thriller empolgante" e que também conseguiu dizer algo significativo sobre a Guerra ao Terror. O TV Guide listou como o melhor programa de TV de 2011 e aplaudiu as performances de Claire Danes e Damian Lewis.